# Tai Ding
Tai Ding (cinese: 太丁; pinyin: Tài Dīng o Da Ding (cinese: 大丁; pinyin: Dà Dīng), (alla nascita 子名; pinyin: Zǐ Míng); fl. XVII secolo a.C.) è stato il figlio maggiore del re Tang; le fonti sono in disaccordo sulla sua successione al trono della dinastia Shang.
Nelle Memorie di uno storico Sima Qian riferì che Tai Ding morì in giovane età senza essere succeduto al padre. Gli fu dato il nome postumo di Tai Ding, e il trono passò al fratello minore Wai Bing e più tardi al figlio Tai Jia.
Le iscrizioni sugli ossi oracolari rinvenuti a Yinxu riportano il nome alternativo del secondo re Shang nella forma di Da Ding, e i suoi successori come Dai Jia (Tai Jia) and Bu Bing (Wai Bing).